# 北霍斯黑茲 (紐約州)
北霍斯黑茲（英語：Horseheads North）是位於美國紐約州希芒縣的普查規定居民點。

## 人口
根據2020年美國人口普查的數據，北霍斯黑茲的面積為5.80平方千米，當中陸地面積為5.73平方千米，而水域面積為0.07平方千米。當地共有人口2761人，而人口密度為每平方千米476.03人。